# Eugenia cuspidifolia
Eugenia cuspidifolia är en myrtenväxtart som beskrevs av Dc.. Eugenia cuspidifolia ingår i släktet Eugenia och familjen myrtenväxter. Inga underarter finns listade i Catalogue of Life.